# Selçuk Aydemir
Pour les articles homonymes, voir Aydemir.
Selçuk Aydemir (né le 6 juin 1982) est un réalisateur et scénariste turc.
Avant d'entrer dans le cinéma, Aydemir a obtenu un diplôme d'ingénieur de l'université technique d’Istanbul. Il connait le succès avec le film Düğün Dernek (en).

## Filmographie

### Uniquement réalisateur
- 2015 : Mahşer-i Cümbüş (tr)

### Réalisateur et scénariste
- 2006 : Ayrılık
- 2007 : Yüzük
- 2008 : Kurbanlık
- 2009 : Kurban
- 2009 : Ramazan Güzeldir
- 2010 : Çalgı Çengi (tr)
- 2011 : Üsküdar'a Giderken (tr)
- 2012 : İşler Güçler (tr)
- 2013 : Düğün Dernek (tr)
- 2014 : Kardeş Payı (tr)
- 2015 : Düğün Dernek 2: Sünnet (tr)
- 2017 : Çalgı Çengi İkimiz